# Potacchio
Il potacchio (in dialetto putachio) è una preparazione culinaria tipica delle Marche, una sorta di brasatura che prevede la cottura della vivanda in un intingolo ristretto a base, tradizionalmente, di vino bianco, olio di oliva, aglio e rosmarino; a questi ingredienti è stato aggiunto, in tempi più recenti, piccole quantità di pomodoro o di concentrato di pomodoro (detto localmente "conserva").

L'etimologia del nome deriverebbe dal francese potage, legato al latino potare, in italiano "bere", (che però indicherebbe preparazione brodosa, e in tale accezione il termine era già utilizzato nel Rinascimento) o come diminutivo pultaculum di pultem (preparazione a base di legumi) o, più probabilmente, dal termine germanico pott, che indica il recipiente per la cottura.

Tale metodo di cottura viene utilizzato per ricette a base di carne (pollo, coniglio, agnello) come anche di pesce (coda di rospo, stoccafisso, vongole) e verdure (melanzane, patate e pomodori).